# Stampante virtuale

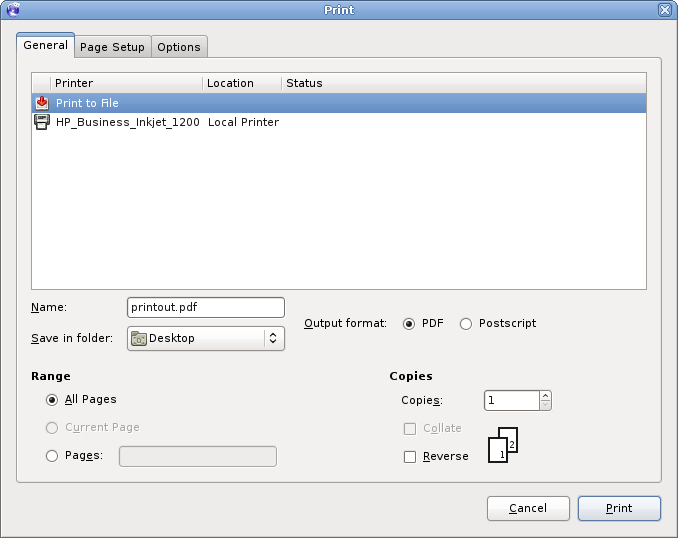
Stampante virtuale in GNOME

Una stampante virtuale (in inglese virtual printer) è un software che implementa le specifiche del driver di una stampante nonostante l'assenza della corrispondente periferica.
È utilizzato principalmente per la creazione di file in uno specifico formato (ad esempio PDF, TIFF o XPS) o per il trasferimento di file.